# Minus One
Minus One is een Cypriotische band.

## Biografie
Minus One werd in 2009 opgericht in het Cypriotische Nicosia. De band bestaat uit zanger Francois Micheletto, gitarist Harrys Pari, gitarist en zanger Constantinos Amerikanos, bassist Antonis Loizides en drummer Chris J. In 2015 nam de band deel aan Eurovision Song Project, de Cypriotische preselectie voor het Eurovisiesongfestival. Met het nummer Shine haalde de band de finale, waarin het als derde eindigde. Minus One kreeg wel het maximum van de punten van de vakjury. Een jaar later werd de band intern verkozen om het eiland te vertegenwoordigen op het Eurovisiesongfestival 2016, dat gehouden werd in de Zweedse hoofdstad Stockholm. Op 22 februari 2016 werd het lied bekendgemaakt waarmee Minus One Cyprus ging vertegenwoordigen: 'Alter Ego'. Het lied haalde de finale, waar het eindigde als 21ste.